# نویشتادت (هامبورگ)
نویشتادت (به آلمانی: Hamburg-Neustadt) یک منطقهٔ مسکونی در آلمان است که در هامبورگ-میته واقع شده‌است. نویشتادت ۲٫۲ کیلومتر مربع مساحت و ۵٬۵۹۱ نفر جمعیت دارد و ۱۰ متر بالاتر از سطح دریا واقع شده‌است.